# Морона, Стефано
Стефа́но Моро́на (итал. Stefano Morona; род. 6 августа 1957, Кортина-д’Ампеццо, Венеция) — итальянский кёрлингист.
В составе мужской сборной Италии участник шести чемпионатов мира (лучший результат — седьмое место в 1985 и 1989) и восьми чемпионатов Европы (лучший результат — четвёртое место в 1986). Семикратный  чемпион Италии среди мужчин. В составе юниорской мужской сборной Италии участник трёх чемпионатов мира (лучший результат — восьмое место в 1977 и 1979). В составе мужской ветеранской сборной Италии участник чемпионата мира 2012 (заняли двенадцатое место). Четырёхкратный чемпион Италии среди ветеранов.
Играл на позициях первого и второго.

## Достижения
- Чемпионат Италии по кёрлингу среди мужчин: золото (1983, 1984, 1985, 1986, 1987, 1989, 1990).
- Чемпионат Италии по кёрлингу среди ветеранов: золото (2009, 2010, 2011, 2012).

## Команды
| Сезон   | Четвёртый       | Третий          | Второй              | Первый           | Запасной                                   | Турниры                               |
| ------- | --------------- | --------------- | ------------------- | ---------------- | ------------------------------------------ | ------------------------------------- |
| 1976—77 | Массимо Альвера | Франко Совилла  | Fabio Bovolenta     | Стефано Морона   |                                            | ЧМЮ 1977 (8 место)                    |
| 1977—78 | Массимо Альвера | Франко Совилла  | Стефано Морона      | Dennis Ghezze    |                                            | ЧМЮ 1978 (10 место)                   |
| 1978—79 | Массимо Альвера | Франко Совилла  | Стефано Морона      | Dennis Ghezze    |                                            | ЧМЮ 1979 (8 место)                    |
| 1982—83 | Массимо Альвера | Франко Совилла  | Джузеппе Даль Молин | Стефано Морона   |                                            | ЧМ 1983 (10 место)                    |
| 1983—84 | Андреа Павани   | Франко Совилла  | Джанкарло Вальт     | Стефано Морона   |                                            | ЧЕ 1983 (9 место) ЧМ 1984 (8 место)   |
| 1984—85 | Андреа Павани   | Франко Совилла  | Джанкарло Вальт     | Стефано Морона   |                                            | ЧЕ 1984 (9 место) ЧМ 1985 (7 место)   |
| 1985—86 | Андреа Павани   | Франко Совилла  | Фабио Альвера       | Стефано Морона   | Энеа Павани (ЧМ)                           | ЧЕ 1985 (12 место) ЧМ 1986 (10 место) |
| 1986—87 | Андреа Павани   | Франко Совилла  | Фабио Альвера       | Стефано Морона   |                                            | ЧЕ 1986 (4 место)                     |
| 1987—88 | Фабио Альвера   | Адриано Лоренци | Стефано Морона      | Стефано Дзардини |                                            | ЧЕ 1987 (10 место)                    |
| 1988—89 | Фабио Альвера   | Стефано Морона  | Адриано Лоренци     | Стефано Дзардини |                                            | ЧЕ 1988 (8 место)                     |
| 1988—89 | Андреа Павани   | Адриано Лоренци | Фабио Альвера       | Стефано Морона   | Стефано Дзардини                           | ЧМ 1989 (7 место)                     |
| 1989—90 | Андреа Павани   | Фабио Альвера   | Франко Совилла      | Стефано Морона   | Стефано Дзардини (ЧМ)                      | ЧЕ 1989 (9 место) ЧМ 1990 (9 место)   |
| 1992—93 | Фабио Альвера   | Франко Совилла  | Стефано Морона      | Стефано Дзардини |                                            | ЧЕ 1992 (14 место)                    |
| 2011—12 | Антонио Менарди | Фабио Альвера   | Giorgio Alberti     | Стефано Морона   | Франко Совилла тренер: Valerio Constantini | ЧМВ 2012 (12 место)                   |

(скипы выделены полужирным шрифтом)